# فارلي مودي
فارلي مودي (بالإنجليزية: Farley Moody)‏ هو لاعب كرة قدم أمريكية أمريكي، ولد في 18 سبتمبر 1891 في توسكالوسا في الولايات المتحدة، وتوفي في 11 أكتوبر 1918.